# 伍丁 (亞利桑那州)
伍丁（英語：Woodin）是位於美國亞利桑那州可可尼諾縣的一個非建制地區。該地的面積和人口皆未知。

## 地理
伍丁的座標為35°50′56″N 112°15′21″W / 35.84889°N 112.25583°W，而該地的平均海拔高度為1793米（即5882英尺）。